# Don Buse
Donald R. Buse (ur. 10 sierpnia 1950 w Huntingburg) – amerykański koszykarz, rozgrywający. Mistrz ABA, All-Star oraz wyróżniający się defensor. 
Po ukończeniu uczelni Buse brał udział w przygotowaniach do igrzysk w Monachium (1972), jednak po podpisaniu zawodowego kontraktu z Pacers musiał zrezygnować, a jego miejsce zajął Jim Forbes. 
Już jako debiutant trafił do składu obrońców tytułu mistrza ABA, pełnego gwiazd formatu All-Star (Mel Daniels, Roger Brown, Donnie Freeman, Gus Johnson, Freddie Lewis, George McGinnis) oraz późniejszych członków Koszykarskiej Galerii Sław (Daniels, Brown, Johnson). Pacers przystąpili do fazy play-off z czwartym rezultatem w lidze 51-33. W drodze do finału wyeliminowali kolejno Denver Rockets (4-1) oraz Utah Stars (4-2). W walce o mistrzostwo musieli sprostać drużynie Kentucky Colonels, prowadzonej przez dwóch przyszłych  Hall Of Famerów - Artisa Gilmore'a oraz Dana Issela. Po zaciętej 7-meczowej batalii zwycięsko wyszli w niej Pacers (4-3). 
Kolejne lata były dla Buse'a okresem zdobywania doświadczeń i pięcia się na sam szczyt w klasyfikacji asyst oraz przechwytów, a także gry obronnej. W finale ligi wziął udział jeszcze w 1975 roku, jednak Colonels powetowali sobie poprzednią porażkę z nawiązką, zwyciężając ostatecznie w całej serii 4-1. 
Sezon 1975/76 był najbardziej udanym indywidualnie w dotychczasowej karierze Buse'a. Został on wybrany do udziału w corocznym ABA All-Star Game, zaliczono go do drugiej piątki najlepszych zawodników ligi oraz pierwszej piątki najlepszych defensorów. Oprócz tego został liderem ABA w asystach oraz przechwytach. 
Buse jako jedyny zawodnik w historii przewodził podczas jednego sezonu pod względem średniej asyst i przechwytów w dwóch ligach - NBA, jak i ABA. Również jako pierwszy zawodnik w historii ABA został liderem w kategorii asyst i przechwytów w trakcie jednego sezonu, a drugi w historii NBA.  
Po rozwiązaniu ABA klub z Indiany przyłączył się do NBA, a Buse niemal powtórzył swoje indywidualne  osiągnięcia sprzed roku z tą różnicą, że teraz już w innej lidze. Ponownie został liderem ligi w asystach oraz przechwytach. Został też wybrany do meczu gwiazd NBA i I składu defensywnego ligi. Do składu defensywnego był zresztą wybierany regularnie przez 4 lata z rzędu. 
6 września 1977 roku Buse został wysłany do Arizony, gdzie zasilił szeregi Suns. Do Indiany powędrował natomiast Ricky Sobers. 
25 listopada 1980 roku został wytransferowany ponownie do Indiany w zamian za dwa wybory drugiej rundy draftu 1981 (Al Leslie)  i 1982 (Jose Slaughter) roku. Po dwóch latach dołączył do Portland Trail Blazers, a następnie po roku do Kings, gdzie ostatecznie zakończył karierę w 1985 roku.

## Osiągnięcia

### NCAA
- Mistrz NCAA Dywizji II (1971)
- Uczestnik turnieju NCAA Dywizji II (1971, 1972)
- MVP turnieju NCAA Dywizji II (1971)

### ABA
- Mistrz ABA (1973)[1]
- Wicemistrz ABA (1975)[6]
- Uczestnik meczu gwiazd ABA (1976)[3]
- Zaliczony do:
  - I składu defensywnego ABA (1975, 1976)[6][3]
  - II składu ABA (1976)[3]
- Lider:
  - sezonu zasadniczego w:
    - asystach (1976)[3]
    - przechwytach (1976)[3]

  - play-off w średniej:
    - asyst (1976)[7]
    - przechwytów (1975)[8]

### NBA
- Uczestnik meczu gwiazd NBA (1977)[9]
- 4-krotnie wybierany do I składu defensywnego NBA (1977–1980)[10]
- Lider sezonu zasadniczego w:
  - asystach (1977)[11]
  - przechwytach (1977)[12]

### Kadra
- Uczestnik igrzysk panamerykańskich (1971)[13]